# Chen Qiang (Leichtathlet)
Chen Qiang (* 12. Juni 1990) ist ein ehemaliger chinesischer Sprinter, der sich vor allem auf den 100-Meter-Lauf spezialisiert hat.

## Sportliche Laufbahn
Erste internationale Erfahrungen sammelte Chen Qiang im Jahr 2011, als er bei den Asienmeisterschaften in Kōbe in 10,33 s den fünften Platz im 100-Meter-Lauf belegte und mit der chinesischen 4-mal-100-Meter-Staffel nach 39,33 s auf Rang vier gelangte. Er erhielt daher einen Startplatz in der Staffel für die Weltmeisterschaften in Daegu, bei denen er aber mit 38,87 s den Finaleinzug verpasste. 2013 gewann er bei den Asienmeisterschaften in Pune in 39,17 s die Bronzemedaille mit der Staffel hinter den Teams aus Hongkong und Japan und 2014 beendete er in Zhaoqing seine aktive sportliche Karriere im Alter von 23 Jahren.

## Persönliche Bestzeiten
- 100 Meter: 10,29 s (+1,6 m/s), 27. April 2013 in Zhaoqing
  - 60 Meter (Halle): 6,70 s, 19. März 2011 in Chengdu